# Wingstrandarctus intermedius
Wingstrandarctus intermedius is een soort in de taxonomische indeling van de beerdiertjes (Tardigrada). 
Het diertje behoort tot het geslacht Wingstrandarctus en behoort tot de familie Halechiniscidae. De wetenschappelijke naam van de soort werd voor het eerst geldig gepubliceerd in 1967 door Renaud-Mornant.